# Four by the Beach Boys
A Four by the Beach Boys, a The Beach Boys első és egyetlen középlemeze. Minden dal az All Summer Long című lemezről van, és a 44. helyig jutott az USA-ban, 11. helyig az Egyesült Királyságban, valamint 1. helyig Svédországban

## Az album dalai

### A oldal
1. Little Honda (B. Wilson/M. Love) – 2:33
2. Wendy (B. Wilson/M. Love) – 2:05

### B oldal
1. Don’t Back Down (B. Wilson/M. Love) – 2:00
2. Hushabye (D. Pomus/M. Schuman) – 1:53